# Waigeo

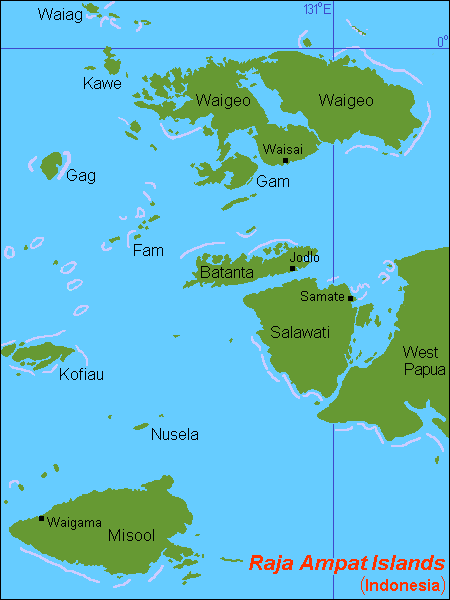
Quần đảo Raja Ampat

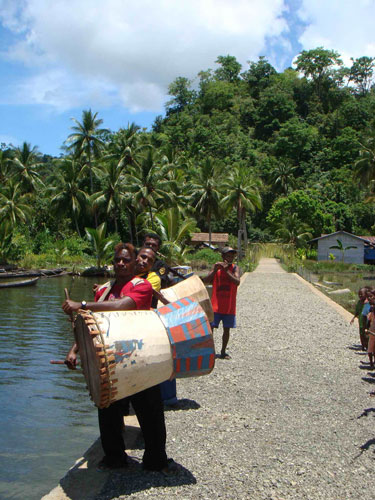
Người dân tại Waigeo

Waigeo là một đảo thuộc tỉnh Tây Nam Papua ở phía đông Indonesia. Đảo còn được gọi là Amberi, hoặc Waigiu. Đây là đảo lớn nhất trong bốn đảo chính thuộc quần đảo Raja Ampat, nằm giữa Halmahera và cách khoảng 65 kilômét về phía tây bắc của bờ biển New Guinea. Eo biển Dampier (còn gọi là eo biển Augusta) ngăn cách đảo này với Batant, và eo biển Bougainville ngăn cách đảo này với quần đảo Kawe về ở phía tây bắc. Vùng "biển trong" gần như chia đôi đảo gọi là vịnh Mayalibit, còn được gọi là vịnh Majoli.
Diện tích của đảo là 3.155 km2; độ cao lớn nhất là Sừng trâu (Gunung Nok) cao 958 m và Serodjil cao 939 m. Từ tây sang đông, đảo rộng khoảng 110 km, theo chiều bắc–nam là khoảng 50 km. Thị trấn Waisai ở phía nam đảo là thủ phủ của huyện Raja Ampat.

## Lịch sử
Nhà thám hiểm người Bồ Đào Nha Jorge de Menezes đổ bộ lên đảo Waigeo vào năm 1526–27.
Hồi giáo lần đầu tiên đến quần đảo Raja Ampat vào thế kỷ 15 do các liên hệ chính trị và kinh tế với Vương quốc Hồi giáo Bacan. Trong thế kỷ 16 và 17, Vương quốc Hồi giáo Tidore có quan hệ kinh tế chặt chẽ với đảo. Trong thời kỳ này, Hồi giáo đã được thiết lập vững chắc và các thủ lĩnh địa phương đã bắt đầu chấp nhận tôn giáo này.
Alfred Russel Wallace từng dành một thời gian trên đảo và nghiên cứu hệ động thực vật vào cuối thập niên 1850 trong chuyến đi khám phá khoa học của mình.
Kể từ năm 1997, hòn đảo này đã trở thành địa điểm hoạt động nuôi trai lấy ngọc lớn thuộc sở hữu của công ty Úc Atlas Pacific.

## Ngôn ngữ
Các ngôn ngữ được nói trên đảo Waigeo gồm có tiếng Mã Lai Papua, Biak, Ma'ya và Ambel. Phân bố của chúng trên đảo được ghi bên dưới.:5
- Ambel được nói tại phần giữa của Waigeo.
- Ma'ya iđược nói tại phần tây bắc của Waigeo.
- Biak được nói tại phần tây nam và đông của Waigeo.

## Động thực vật
- gà tây bụi rậm Waigeo (Aepypodius bruijnii)
- cáo có túi Waigeo (Spilocuscus papuensis)
- cá cầu vồng Waigeou (Melanotaenia catherinae)
- cá rô biển Waigeo (Psammoperca waigiensis)
- Chim thiên đường Wilson (Diphyllodes respublica)
- Kỳ đà cây sọc vàng (Varanus boehmei)
- Achaea simplex
- Hypochlorosis ancharia
- Hypolycaena phorbas
- Karstarma waigeo
- Nepenthes danseri

Khu bảo tồn thiên nhiên Waigeo Barat Timur bảo vệ phần lớn vùng nội địa của đảo. Công viên Hải dương Raja Ampat bao phủ vịnh Mayalibit ở trung tâm Waigeo, và một phần bờ biển phía nam và tây nam.
.